# Torneo Rio-San Paolo 1997
Il Torneo Rio-San Paolo 1997 (ufficialmente in portoghese Torneio Rio-São Paulo 1997) è stato la 20ª edizione del Torneo Rio-San Paolo.

## Formula
Torneo ad eliminazione diretta con partite di andata e ritorno. In caso di pareggio per determinare la squadra qualificata al turno successivo si utilizzano i tiri di rigore.

## Partecipanti
| Squadra       | Città          | Stato          |
| ------------- | -------------- | -------------- |
| Botafogo      | Rio de Janeiro | Rio de Janeiro |
| Corinthians   | San Paolo      | San Paolo      |
| Flamengo      | Rio de Janeiro | Rio de Janeiro |
| Fluminense    | Rio de Janeiro | Rio de Janeiro |
| Palmeiras     | San Paolo      | San Paolo      |
| San Paolo     | San Paolo      | San Paolo      |
| Santos        | Santos         | San Paolo      |
| Vasco da Gama | Rio de Janeiro | Rio de Janeiro |

## Risultati

### Tabellone
|  | Quarti di finale | Quarti di finale | Quarti di finale | Quarti di finale | Quarti di finale |  |  | Semifinali | Semifinali | Semifinali | Semifinali | Semifinali |   |   | Finale | Finale | Finale | Finale | Finale |  |
|  |                  |                  |                  |                  |                  |  |  |            |            |            |            |            |   |   |        |        |        |        |        |  |
|  | Botafogo         | Botafogo         | 2                | 1                | 3                |  |  |            |            |            |            |            |   |   |        |        |        |        |        |  |
|  | Palmeiras        | Palmeiras        | 3                | 1                | 4                |  |  | Palmeiras  | Palmeiras  | 1          | 1          | 2          |   |   |        |        |        |        |        |  |
|  | Santos (dtr)     | Santos (dtr)     | 2                | 3                | 5 (7)            |  |  | Santos     | Santos     | 3          | 0          | 3          |   |   |        |        |        |        |        |  |
|  | Vasco da Gama    | Vasco da Gama    | 2                | 3                | 5 (6)            |  |  |            |            |            |            |            |   |   | Santos | Santos | 2      | 2      | 4      |  |
|  | Flamengo         | Flamengo         | 3                | 0                | 3                |  |  |            |            | Flamengo   | Flamengo   | 1          | 2 | 3 |        |        |        |        |        |  |
|  | Corinthians      | Corinthians      | 0                | 2                | 2                |  |  | Flamengo   | Flamengo   | 1          | 3          | 4          |   |   |        |        |        |        |        |  |
|  | San Paolo (dtr)  | San Paolo (dtr)  | 2                | 1                | 3 (5)            |  |  | San Paolo  | San Paolo  | 0          | 1          | 1          |   |   |        |        |        |        |        |  |
|  | Fluminense       | Fluminense       | 2                | 1                | 3 (4)            |  |  |            |            |            |            |            |   |   |        |        |        |        |        |  |

### Quarti di finale

#### Andata
| Arbitro: | Araújo |

|                                |           |                             |
| Bentinho 13’ (rig.) Sorato 50’ | Marcatori | 2’ Viola 4’ Rincón 89’ Cafu |

| Arbitro: | Travassos |

|                             |           |                         |
| Aristizábal 18’ Adriano 86’ | Marcatori | 38’ Roni 82’ Jorge Luís |

| Arbitro: | Feldman |

|                          |           |                      |
| Carlinhos 14’ Vágner 49’ | Marcatori | 6’ (rig.), 85’ Ramon |

| Arbitro: | Godói |

|                                  |           |  |
| Romário 8’, 48’ Sávio 52’ (rig.) | Marcatori |  |

#### Ritorno
| Arbitro: | Rabelo |

|               |           |            |
| Djalminha 77’ | Marcatori | 46’ Sorato |

| Arbitro: | Carvalho |

|                                                      |                      |                                            |
| Roni 45+2’                                           | Marcatori            | 49’ Adriano                                |
| Paulo Roberto Barata Guilherme Jorge Luís Bruno Reis | Tiri di rigore 4 – 5 | Serginho Catê Adriano Uéslei Valdir Bigode |

| Arbitro: | Loebeling |

|                                                     |                      |                                                    |
| Ramon 12’, 73’ Juninho Pernambucano 78’             | Marcatori            | 36’, 76’ Alessandro Cambalhota 46’ Macedo          |
| Juninho Pernambucano Ramon Gian Pimentel Marquinhos | Tiri di rigore 3 – 4 | Vágner Sandro Barbosa Marcos Assunção Dutra Robert |

| Arbitro: | Cerdeira |

|                          |           |  |
| Túlio 75’ Mirandinha 89’ | Marcatori |  |

### Semifinali

#### Andata
| Arbitro: | Araújo |

|                    |           |  |
| Romário 39’ (rig.) | Marcatori |  |

| Arbitro: | Godói |

|               |           |                                                    |
| Djalminha 70’ | Marcatori | 43’ Baiano 88’ (rig.) Marcos Assunção 90+2’ Robert |

#### Ritorno
| Arbitro: | Feldman |

|             |           |                            |
| Adriano 71’ | Marcatori | 53’ Sávio 62’, 72’ Romário |

| Arbitro: | Mourão |

|  |           |                     |
|  | Marcatori | 78’ (aut.) Ronaldão |

### Finale

#### Andata
| Arbitro: | Cerdeira |

| |            | |
| Alessandro Cambalhota 6’ Macedo 29’ | Marcatori  | 85’ Marcelo Ribeiro |
| · Zetti P · Ânderson Lima D · Sandro Barbosa D · Ronaldão D · Rogério Seves D · Marcos Assunção C · Vágner C · Alexandre C · Caíco C · Robert C · Baiano C · Macedo A · Piá D · Alessandro Cambalhota A | Formazioni | · P Zé Carlos · D Fábio Baiano · D Júnior Baiano · D Fabiano · D Gilberto · C Léo Inácio · C Moacir · C Marcelo Ribeiro · C Bruno Quadros · C Lúcio · C Iranildo · C Nélio · A Romário · A Sávio |
| Vanderlei Luxemburgo | Allenatori | Júnior |

#### Ritorno
| Arbitro: | Godói |

| |            | |
| Romário 37’, 45’ | Marcatori  | 33’ Ânderson Lima 77’ Juari |
| · Zé Carlos P · Fábio Baiano D · Júnior Baiano D · Fabiano D · Gilberto D · Léo Inácio C · Bruno Quadros C · Iranildo C · Moacir C · Nélio C · Lúcio C · Márcio Costa D · Romário A · Sávio A | Formazioni | · P Zetti · D Ânderson Lima · C Baiano · D Sandro Barbosa · D Ronaldão · D Rogério Seves · A Juari · C Marcos Assunção · C Vágner · C Alexandre · C Caíco · C Piá · A Macedo · A Alessandro Cambalhota |
| Gílson Nunes | Allenatori | Nelsinho Baptista |

## Classifica marcatori
| Gol |  |  | Giocatore             | Squadra       |
| --- |  |  | --------------------- | ------------- |
| 7   |  |  | Romário               | Flamengo      |
| 4   |  |  | Ramon                 | Vasco da Gama |
| 3   |  |  | Adriano               | San Paolo     |
| 3   |  |  | Alessandro Cambalhota | Santos        |
| 2   |  |  | Djalminha             | Palmeiras     |
| 2   |  |  | Natanael Macedo       | Santos        |
| 2   |  |  | Roni                  | Fluminense    |
| 2   |  |  | Sávio                 | Flamengo      |
| 2   |  |  | Sorato                | Botafogo      |